# Philander
Philander är ett släkte i familjen pungråttor som förekommer i Central- och Sydamerika.

## Utseende
Arterna liknar möss i utseende men är inte närmare släkt med dem. Pälsen har på ovansidan en grå till svart färg, buken är ljusare, ofta gul- eller vitaktig. Dessa pungråttor når en kroppslängd mellan 25 och 33 cm (huvud och bål) samt en vikt mellan 200 och 660 gram (individer i fångenskap nådde till och med 1,5 kg). Svansen är ungefär lika lång som övriga kroppen och bara vid roten täckt med hår.
Kännetecknande är en vit fläck över varje öga som påminner om ytterligare ögon.

## Arter och utbredning
Släktet utgörs av två till sju arter.
- Philander andersoni lever i östra Colombia, södra Venezuela, Ecuador, Peru och västra Brasilien.
- Philander opossum hittas från nordöstra Mexiko till nordöstra Argentina.
- Ibland listas två populationer, en i Brasilien (Philander frenatus) och den andra i Peru och Brasilien (Philander mcilhennyi), som självständiga arter.
- IUCN förtecknar ytterligare tre arter.[3]
  - Philander deltae
  - Philander mondolfii
  - Philander olrogi

Den bruna fyrögonpungråttan (Metachirus nudicaudatus) har likaså vita punkter över ögonen men det finns ingen närmare släktskap mellan arten och släktet Philander. Däremot används släktnamnet i äldre zoologiska avhandlingar vice versa.

## Ekologi
Habitatet utgörs främst av fuktiga tropiska skogar. Individerna vistas vanligen på marken men de har bra förmåga att klättra i träd och att simma. De är allmänt nattaktiva men i vissa regioner är de aktiva på dagen. Som viloplatser bygger de runda bon av växtdelar som placeras på grenar nära marken. Vid fara spelar de inte död som arter av släktet Didelphis utan de försvarar sig med snabba rörelser och höga läten.
Födan utgörs av små ryggradsdjur, as, ägg, insekter och andra ryggradslösa djur samt frukter.
I varma regioner kan de para sig hela året och i kallare områden bara under varma årstider. Honor har en väl utvecklad pung (Marsupium) med fem till nio spenar. Per kull föds vanligen två till sju ungar. Ungarna diar cirka två till tre månader och efter ungefär 15 månader kan de ha egna ungar. Den äldsta kände individen i fångenskap levde något över två år.

## Philanderoch människor
Dessa pungråttor betraktas ibland som skadedjur när de hämtar födan från fruktodlingar. Arterna är inte sällsynta och nästan alla listas av IUCN som livskraftiga (LC).